# Debra Jo Rupp
Debra Jo Rupp (ur. 24 lutego 1951 w Glendale, w stanie Kalifornia) – amerykańska aktorka filmowa i telewizyjna, najbardziej znana z roli Kitty Forman w sitcomie „Różowe lata siedemdziesiąte” (That '70s Show).

## Wybrana filmografia

### Seriale telewizyjne
- 1984–1989: Kate i Allie (Kate & Allie) (gościnnie)
- 1988–1994: Prawnicy z Miasta Aniołów (L.A. Law) jako Gretchen Tomba (gościnnie)
- 1990–1998: Kroniki Seinfelda (Steinfeld) jako Katie (gościnnie)
- 1991–1993: Civil Wars (gościnnie)
- 1991: Davis Rules jako Pan Higgins
- 1993–2001: Diagnoza morderstwo (Diagnosis Murder) jako Dr Nora Stebbings (gościnnie)
- 1993–1994: Przygoda na Dzikim Zachodzie (The Adventures of Brisco County Jr.) jako Pani Plowright (gościnnie)
- 1994–2003: Dotyk anioła (Touched by an Angel) jako Risa (gościnnie)
- 1994–2009: Ostry dyżur (ER) jako Pani Dibble (gościnnie)
- 1994–2004: Przyjaciele (Friends) jako Alice Knight–Buffay (gościnnie)
- 1995–1999: Karolina w mieście (Caroline in the City) jako Melody (gościnnie)
- 1995–1997: The Jeff Foxworthy Show jako Gayle (gościnnie)
- 1995: The Office
- 1995: If Not for You
- 1996–1997: High Incident
- 1996–2007: Siódme niebo (7th Heaven) jako June McKinley (gościnnie)
- 1998–2002: Kolorowy dom (The Hughleys) jako Karen Clark (gościnnie)
- 1998: Z Ziemi na Księżyc (From the Earth to the Moon) jako Marilyn See
- 1998–2006: Różowe lata siedemdziesiąte (That '70s Show) jako Kitty Forman
- 2010-2011: We dwoje raźniej (Better With You) jako Vicky Putney
- 2011: Doktor Hart (Hart of Dixie) Betsy Maynard (gościnnie)
- 2021: WandaVision jako pani Heart